# Scutellinia setosa

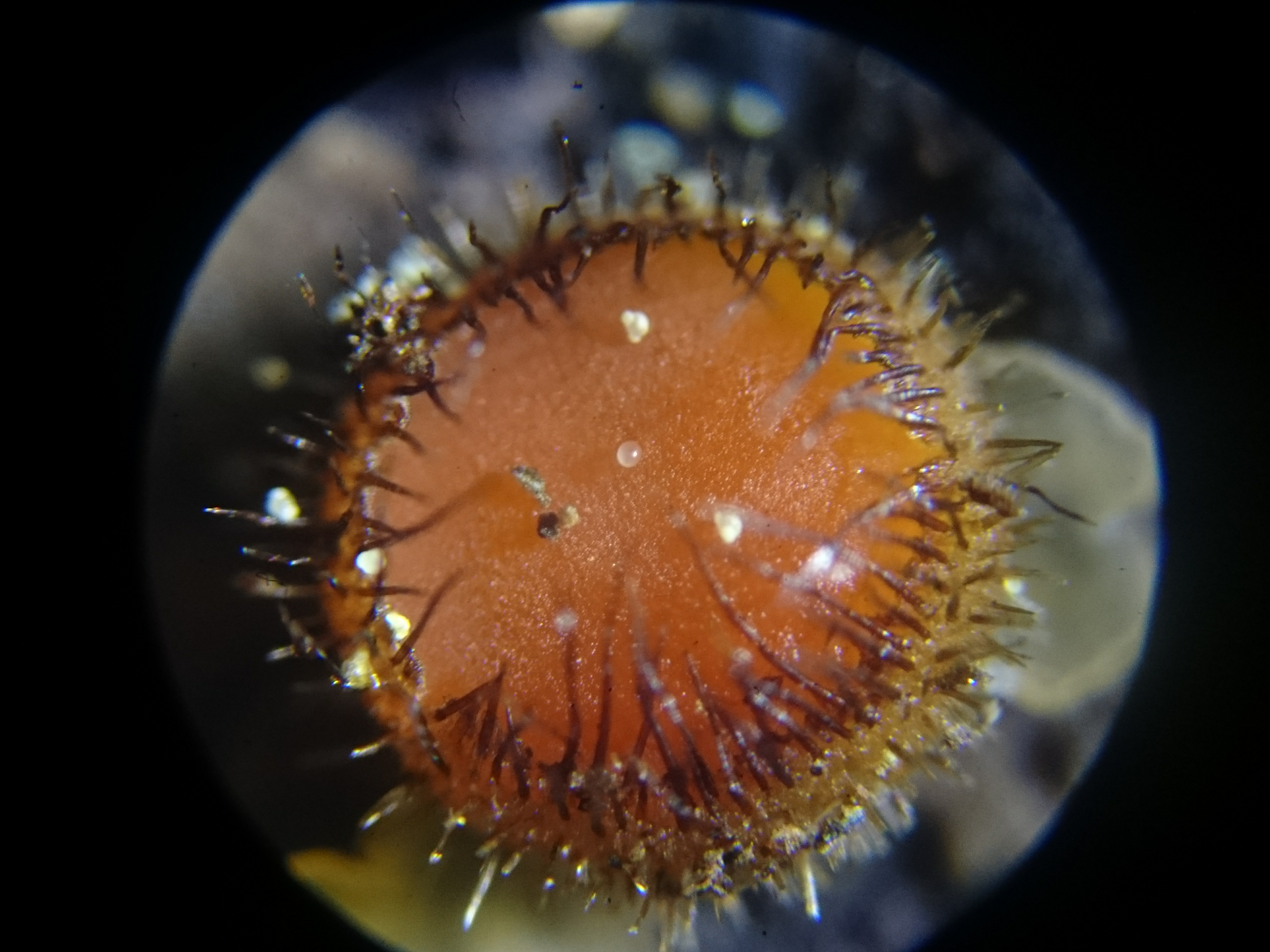

Scutellinia setosa (Nees) Kuntze – gatunek grzybów z rodziny Pyronemataceae.

## Systematyka i nazewnictwo
Pozycja w klasyfikacji według Index Fungorum: Scutellinia, Pyronemataceae, Pezizales, Pezizomycetidae, Pezizomycetes, Pezizomycotina, Ascomycota, Fungi.
Po raz pierwszy opisał go w 1816 r. Christian Gottfried Daniel Nees von Esenbeck, nadając mu nazwę Peziza setosa. Obecną nazwę nadał mu Otto Kuntze w 1891 r. Pozostałe synonimy:
- Ciliaria setosa (Nees) Boud. 1907
- Humaria setosa (Nees) Fuckel 1870
- Lachnea setosa (Nees) Gillet 1880
- Patella setosa (Nees) Seaver 1920

## Morfologia
Owocnik
Typu apotecjum bez trzonu, o średnicy 1–3 mm, talerzykowate z niewyraźnym brzegiem, pokryte krótkimi, ciemnobrązowymi włoskami, występujące w grupach. Powierzchnia hymenialna w stanie świeżym jasnopomarańczowa do żółtawej.
Cechy mikroskopowe
Ekscypulum zewnętrzne (ectal excipulum) zbudowane z komórek o kształcie od kulistego do wielokątnego, pojedyncze komórki o średnicy 20–80 μm, szkliste lub półszkliste, wydłużone w kierunku brzegu. Warstwa wewnętrzna (medullary excipulum) zbudowana ze szklistych komórek o skomplikowanym, nieregularnym kształcie. Subhymenium cienkie, wyraźne. Włoski niezróżnicowane, gęsto splątane, przeważnie proste, brązowe do ciemnobrązowych (200–)400–800(–1000) μm długości, 18–32 μm szerokości, z 3–6 przegrodami, grubościenne (4,5–7(–8) µm), wierzchołek spiczasty lub czasami tępy, podstawa dwu lub wieloostrzowa. Worki z krótką podstawą, szkliste, cylindryczne, 8–zarodnikowe, 130–230 × (10–)12–16 μm, wierzchołek zaokrąglony. Askospory elipsoidalne do podłużnych, gładkie, o długości (17,0–)18,1–20(–22) μm i średnicy (9–)10,0–12,1(–13,5) μm, zawierające wiele małych gutuli; ich ściany nie rozluźniają się w podgrzanym kwasie mlekowym. Wstawki nitkowate, proste, szkliste, z 4–6 przegrodami, o szerokości 2–3 μm, nierozgałęzione lub 1–2 razy rozgałęzione w dolnej części, o tej samej długości co worek, lub nieco dłuższe; komórka wierzchołkowa bardzo lekko maczugowata, o szerokości 4–7(–8) µm i długości 30–52 µm.
Gatunki podobne
W Polsce występuje około 30 gatunków włośniczek. Wszystkie są morfologicznie bardzo podobne, jedyną różniącą je cechą, którą można dostrzec bez użycia mikroskopu, jest długość rzęsek, nie wystarcza to jednak do rozróżnienia gatunków. Pewne ich rozróżnienie możliwe jest tylko badaniami mikroskopowymi. S. setosa charakteryzuje się małymi apotecjami gromadnie występującymi na wilgotnych terenach oraz gładkimi ścianami askospor. Najbardziej podobne są Scutellinia erinaceus i Scutellinia setosissima, S. erinaceus ma jednak askospory grubo brodawkowane, a S. setosissima drobno brodawkowane.

## Występowanie i siedlisko
Występuje na wszystkich kontynentach poza Afryką i Antarktydą. W Polsce podano wiele stanowisk.
Grzyb naziemny i nadrzewny występujący na ziemi i na drewnie drzew liściastych.